# Santiago Cortínez
Santiago Cortínez (San Juan, Argentina, marzo de 1831 - Buenos Aires, diciembre de 1886) fue un abogado y político argentino, ministro de hacienda durante las presidencias de Domingo Faustino Sarmiento, Nicolás Avellaneda y Julio Argentino Roca.

## Biografía
Hijo de un dirigente del Partido Unitario, lo acompañó al exilio en Chile; estudió en La Serena y se recibió de abogado en la Universidad de Santiago de Chile.
En 1855, tres años después de la batalla de Caseros, regresó a su provincia y se unió a un grupo que en San Juan organizaba actos y proclamas contrarios al caudillo Nazario Benavídez y al presidente Urquiza, y favorables al Estado de Buenos Aires. Trabajó un tiempo como abogado.
El gobernador unitario Gómez Rufino lo nombró juez civil y penal; tras la crisis provocada por el asesinato de Benavídez, asumió como ministro del tribunal de justicia provincial, y fue confirmado en ese cargo por el gobierno de José Antonio Virasoro. Volvió al cargo de juez después del asesinato de éste, enseguida a diputado. Fue un destacado partidario de Antonino Aberastain, que lo nombró su ministro de gobierno.
Cuando los unitarios fueron vencidos en la batalla de Rinconada del Pocito, logró conservar la libertad y ejercer con "bajo perfil" el cargo de juez. Tras la invasión unitaria, fue ministro del gobernador Domingo Faustino Sarmiento, pero al poco tiempo volvió al cargo de ministro del tribunal de justicia.
En 1864 fue elegido diputado nacional, por lo que se trasladó a Buenos Aires, pero renunció al poco tiempo. Por influencia de Guillermo Rawson se hizo amigo del presidente Bartolomé Mitre, que le encargó la fundación del Colegio Nacional de San Juan. Posteriormente organizó y financió el enganche y leva de soldados para la Guerra del Paraguay. Después de la Revolución de los Colorados, también colaboró con el general Wenceslao Paunero en la organización del ejército con que debía enfrentar a los federales en las provincias cuyanas. Fue también subsecretario del Ministerio de Hacienda Nacional.
Volvió a ser miembro del tribunal de justicia sanjuanino, por unos meses fue diputado nacional, y en 1872, presidente de la contaduría de la Nación. Formó parte de las intervenciones a las provincias de Corrientes y San Juan.
En febrero de 1874, el presidente Sarmiento lo nombró ministro de Hacienda de la Nación. No se destacó especialmente en el cargo, debido a que todo el ambiente político estaba centrado en las elecciones nacionales de ese año; y, enseguida, por la revolución que organizaban los partidarios de Mitre. Avellaneda lo confirmó en el cargo al asumir como presidente. Tuvo el triste privilegio de presidir el comienzo de una de las peores crisis económicas anteriores de la historia argentina, que le costaría el puesto en junio de 1875.
Siguió siendo contador general de la Nación por los años siguientes, cargo desde el cual reorganizó el caótico sistema de monedas y papel moneda que circulaban en el país, en medio de la crisis.
Volvió a ser ministro de hacienda al asumir el gobierno el general Julio Argentino Roca, ya en una situación más tranquila, a pesar de que acababa de pasar una grave guerra civil en Buenos Aires. Renunció en abril de 1881.
Fue director del Banco Nacional y poco después volvió a ser contador general de la Nación. Logró imponer una fuerte austeridad y control de gastos, política que sería abandonada por el siguiente presidente, Miguel Juárez Celman.
Falleció en Buenos Aires en 1886.